# Klego (Pekalongan Timur)
Klego is een bestuurslaag in het regentschap Pekalongan van de provincie Midden-Java, Indonesië. Klego telt 7998 inwoners (volkstelling 2010).